# Serpent ardent

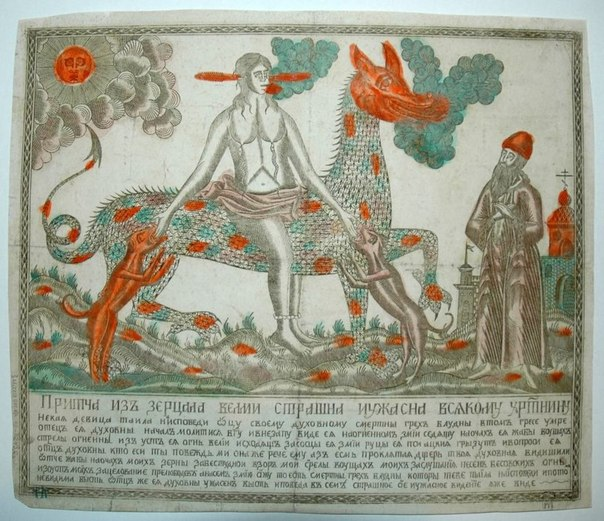
Jeune vierge chevauchant un dragon ardent.

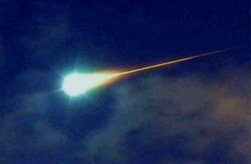
"Fiery serpents" - a flying bolide.

Un serpent ardent (également connu sous le nom de serpent-Lubac, Letun, Letuchy, Litavets, Maniac, nalyot, ognyanny et prelestnik) (russe: Огненный змей) est une entité maléfique commune à la mythologie slave, qui se présente comme un démon serpent anthropomorphique.

## Description
Le Serpent ardent ressemble généralement à une fusée incandescente et ardente, à un balai enflammé ou à une boule de feu bleu. Selon la mythologie, c'est un mauvais esprit qui se révèle la nuit. Le serpent a été décrit comme un esprit qui se présente comme la forme d'un amour perdu pour les veuves ou les femmes en deuil de la perte d'un amant. Dans leur chagrin et leur désespoir de retrouver leur amour perdu, les femmes ne reconnaissent pas le serpent et deviennent convaincues que leur amant est revenu.
Le serpent ardent n'a pas la capacité d'entendre et de parler correctement. On raconte que ceux qui sont visités par le serpent perdent du poids, présentent des signes de folie et finissent par se suicider.

## Mythes sur le serpent ardent
Selon les légendes ukrainiennes orientales, lors d'un voyage, le serpent de feu jette de beaux cadeaux aux femmes et aux villageois en deuil, notamment des perles, des bagues et des mouchoirs.
Le serpent est souvent représenté dans les contes populaires slaves comme entrant dans la maison d'une personne par la cheminée. Le serpent peut apporter des cadeaux d'or - mais ces cadeaux se transforment en fumier de cheval au lever du soleil. De plus, les victimes du serpent éprouvent souvent des hallucinations, y compris des visions de tourments surnaturels, comme l'allaitement sur des seins qui excrètent du sang plutôt que du lait. Le serpent ardent n'a pas de moelle épinière et ne peut pas prononcer correctement certains mots. Par exemple, au lieu de « Jésus-Christ », le serpent peut dire « Sus Christ » ou « Chudoroditsa » à la place de « Bogoroditsa » (mère de Dieu), la femme qui a donné naissance à un miracle.
Si un enfant est né d'une relation avec le serpent, alors cet enfant serait né avec une peau noire, avec des sabots au lieu de pieds, des yeux sans paupières et un corps froid. Un tel enfant est destiné à vivre une vie très courte.

## Sources d'information
Des mythes sur le serpent de feu se trouvent dans des chansons épiques serbes dans des bylinas russes, des contes de fées et des complots, ainsi que dans l'histoire hagiographique de Peter et Fevronia de Murom, qui est basée sur du matériel folklorique.

## L'origine de l'image
Les manifestations visibles d'un serpent ardent montrent des boules de feu volant déviées ou horizontales, qui peuvent être vues se précipiter dans l'air sous la forme de longs et larges rubans d'étincelles rouges. L'image d'un dragon volant était associée à des signes de folie temporaire, de dépression ou d'hallucinations - en particulier chez les femmes qui ont perdu leurs proches.

## Serpent ardent dans la littérature
L'image du serpent ardent a été capturée par le poète russe Afanassi Fet dans la ballade "Serpent", écrite par lui en 1847 :
Un peu d'herbe de rosée du soir est aspergée, elle
gratte la tresse, lave une veuve à sourcils noirs.
Et il ne prend pas ses yeux sombres de la fenêtre du ciel,
Et un long serpent vole, se tordant en anneaux, en étincelles lumineuses.
Et cela fait du bruit de plus en plus près, et sur la cour de la veuve,
Sur le toit de chaume, il se disperse de feu.
Et la veuve à sourcils noirs fermera immédiatement la fenêtre;

On ne peut entendre que des baisers et des mots dans la pièce.